# Pepper Potts
Pour les articles homonymes, voir Pepperpot.
Virginia « Pepper » Potts est un personnage fictif des bandes dessinées Marvel, qui apparaît en septembre 1963 dans le numéro 45 de Tales of Suspense, où elle est la secrétaire de direction de Tony Stark, alias Iron Man. Elle est interprétée par Gwyneth Paltrow dans les films de l'univers cinématographique Marvel depuis Iron Man en 2008, devenant sa femme et la mère de leur fille Morgane Stark (en).

## Biographie du personnage
Au départ, Pepper, qui dans les comics tv 1966 se fait appeler Linda, fait partie du pool de secrétaires de Stark Industries, alors dirigée par Howard Stark. Elle obtient son poste d’assistante de direction après la mort d'Howard en réglant une erreur de comptabilité causée par Tony Stark. Elle est séduite par l’élégance de Tony, et répond aux attentions du chauffeur et assistant de Stark, Happy Hogan (en), par des répliques caustiques. Immédiatement après sa première apparition, Stark lui porte une attention croissante, créant ainsi un triangle amoureux entre elle, Stark et Hogan. Pepper s’intéresse un temps à Iron Man, ignorant que lui et Stark sont la même personne. Finalement après que Hogan risqua sa vie pour aider Iron Man contre son adversaire l'Homme de titanium (Boris Bullski), voyant Hogan en danger, amena Pepper à en tomber amoureuse et l’épouse, emménageant avec lui dans le numéro 91 de Tales of Suspense, bien que cette relation ne soit pas sans nuages.
Pepper et Happy quittent ensuite Stark Entreprises et s’installent dans les Montagnes Rocheuses, puis à Cleveland où ils adoptent des enfants, n’ayant pu réussir à en concevoir. Ils disparaissent ensuite du fil principal des histoires d’Iron Man. Ayant été enlevée par le rival de Stark, Obadiah Stane, Pepper demande à Tony de rester hors de leurs vies.
Lors du cross-over The Crossing, Stark trouva apparemment la mort en tentant de résister à l’influence corruptrice du seigneur des Limbes Immortus (Nathaniel Richards). Pepper et Hogan assistèrent à la lecture de son testament, par lequel il faisait de Pepper et Jim Rhodes ses exécuteurs testamentaires. Pendant quelques semaines, ils aident le jeune Stark venue d’une autre réalité à s’intégrer dans leur monde mais ce nouvel Iron Man disparut rapidement, en combattant la menace psionique d’Onslaught.
Après la disparition de Stark, Pepper et Hogan quittèrent Stark International, rachetée par la société japonaise Fujikawa, pour donner naissance à la Stark-Fujikawa. Ils divorcent peu après à cause des problèmes d'alcool d'Happy.
Après le retour de Tony Stark dans l’univers Heroes Reborn, Pepper et Happy sont engagés dans la nouvelle société de Tony, Stark Solutions et redeviennent des personnages centraux. Au bout de quelque temps, Happy et Pepper se remettent ensemble et se remarient, et envisagent de faire un enfant en plus de ceux adoptés. À ce moment, la relation de Stark et Pepper se rallume brièvement, au moment d’une dispute entre Happy et Pepper.
Stark relança sa compagnie originelle, Stark Industries qui intégra le couple. Elle finit par tomber enceinte, mais elle perd son fœtus quand elle est enlevée par l’ancienne maîtresse et cyborg ennemie de Stark, Ayisha Ashirov. Hogan se tourna de nouveau vers l’alcool et, quand Stark vint le trouver dans un bar pour le convaincre de se reprendre en main pour Pepper, ils furent attaqués par un couple de snipers qui tirèrent accidentellement sur Hogan. L’agent du FBI Neil Streich menait à l’époque une enquête sur les activités de Stark, le soupçonnant d’être responsable d’attaques contre l’ambassade chinoise, et il menaça d’impliquer Pepper et un Hogan encore à l’hôpital si Pepper refusait de coopérer avec lui. Pepper accepta et fournit à Streich le code dont il avait besoin pour activer un système de sécurité, qui mettrait hors service l’armure d’Iron-Man. Cependant, Stark fut capable d’éviter d’être capturé et put laver son nom peu après; il pardonna aussitôt à Pepper pour sa trahison, comprenant le stress auquel elle avait été soumise avec Hogan hospitalisé.
Lorsque Stark fut nommé Secrétaire à la Défense, Pepper fut une nouvelle fois celle qui assuma la direction des opérations de Stark Industries. Une des armures d’Iron Man tomba sous le contrôle de son rival Clarence Ward. Pepper activa un système de sécurité viral mettant hors service toutes les armures d’Iron Man, à l’exception de celle de Tony lui-même.
Stark devient le principal défenseur politique du Superhuman Registration Act (SRA) au cours de la guerre civile des super-héros. Il fut dès lors pris pour cible par Spymaster (Sinclair Abbott). Happy reçoit de très graves blessures après un combat contre celui-ci. Pepper demande à Stark de le débrancher des appareils qui le maintiennent en vie. Les dernières pages de L’Invincible Iron Man (vol. 4) montrent la mort d’Happy, mais il n’est pas certain que Tony Stark ait exécuté cette volonté de Pepper ; sur la dernière vignette, ils sont côte à côte.

### L’Ordre
Après la guerre civile des super-héros, Pepper rejoint l’Initiative, comme membre de l’Ordre, une équipe de super-héros née de l’Initiative des 50 Etats approuvée par le gouvernement, basée en Californie. Elle prend le surnom de la déesse grecque Héra et utilise un matériel informatique de pointe auquel elle est reliée par des prothèses pour gérer et coordonner les missions de l’équipe depuis leur quartier général, dans le Bradbury Building. Pepper guida l’Ordre à travers diverses épreuves, dont un scandale sexuel impliquant sa coéquipière Aralune (Rebecca Ryan), l’enquête sur la mort de l’ancienne membre Avona (Avery Allen) et les nombreuses machinations d’Ezekiel Stane pour atteindre Stark à travers l’Ordre. Après le retrait de leurs pouvoirs par Stane et la mort de Mulholland (Mulholland Black), le groupe fut temporairement dissout, Tony Stark lui propose un emploi dans les projets spéciaux de Stark Enterprises, qu’elle accepte.

### L’Invincible Iron Man (2008)
Cette partie de l'histoire a pour scénariste Matt Fraction.
Pepper Potts reprend sa vie de secrétaire personnelle de Tony Stark, avec des réminiscences de l’interprétation de Gwyneth Paltrow dans le film Iron Man, la tension sensuelle étant permanente entre elle et Tony Stark, mais sans qu’il ne lui rende rien à cause de son attitude générale à l’égard des femmes. Tout s’arrête brusquement lorsque Ezekiel Stane, fils d’Obadiah Stane, déclenche une explosion pendant une soirée à Taipei, où Pepper, incapable de s’échapper, est ensevelie sous des décombres et blessée par des shrapnels. Tous ses organes internes étant touchés, partiellement sourde de l’oreille droite, elle est trop faible pour supporter une opération prolongée ; Stark lui greffe alors un électro-aimant (semblable au réacteur ARK du film) dans la cage thoracique, ce qui transforme Pepper Potts en cyborg, qui dépend de cet électro-aimant pour survivre. Elle survit à la greffe, mais uniquement pour Tony, et il n’est pas certain qu’on puisse lui retirer un jour. Les capacités physiques de Pepper sont accrues par d’autres ajouts cybernétiques. Elle est d’abord brisée : même si la bionique lui rend toute sa mobilité et ses capacités auditives, elle se sent perdre son humanité et devenir une arme, jusqu’à ce que Tony reconnaisse que les éléments bioniques qui lui ont été implantés ne proviennent pas des usines d’armement Stark, mais ont été conçus par Danny Rand. Soulagée par les origines humanitaires de la technologie, Pepper accepte sa cybernisation, et se met à tester ses nouvelles possibilités. Elle se découvre de nouveaux pouvoir comme celui de léviter en utilisant le champ magnétique terrestre et d'utiliser ses capacités de téléprésence sans interface. Elle fait partie des rares personnes de confiance de Tony Stark et se voit confier la direction de Stark Industries en son absence.

### Secret invasion
Quand les capacités de piratage informatique de Stark furent exploitées par les Skrulls, la brèche dans la sécurité supprime Stark de la direction du SHIELD, amenant Norman Osborn à récupérer ses fonctions. Stark nomma Pepper comme PDG de Stark Industries, la chargeant de superviser le démantèlement de la société, qui avait été terriblement mise à mal par les attaques successives de Stane et des Skrulls.

### Dark reign
Après avoir revendu les actifs de la compagnie, Pepper découvrit une nouvelle armure, dissimulée dans les bureaux de Stark de Long Island. Pepper réalisa que l’armure (Mark-1616) avait été laissée sur place pour elle, étant alimentée par le générateur de sa poitrine. Revêtant l’armure, Pepper commença à tester les capacités de l’armure, aidée par l’ordinateur embarqué JARVIS (Just Another Rather Very Intelligent System / Juste un Appareil Renfermant une Véritable Intelligence Supérieure).
Elle adopta le nom de code de Rescousse et se lança sur les traces d’Iron Man, qui était désormais en fuite. Pepper retrouve Stark en Russie, son esprit se détériorant progressivement; Pepper attirée par la nouvelle vulnérabilité de Stark, couche avec lui mais ils sont alors attaqués par l’ancienne maîtresse de Stark, Madame Masque (Whitney Frost), envoyée par Osborn pour capturer Stark. Pepper est prise en otage pour obliger Stark à choisir entre elles mais JARVIS prit le contrôle de l’armure de Rescousse et aida Stark à s’échapper. Réussissant à étourdir Madame Masque, Pepper s’empare de ses vêtements et l’enferme à l’intérieur d’une armure de la Dynamo pourpre. Pepper se fit ainsi passer pour Madame Masque et livra les armures de Rescousse et de la Dynamo pourpre au HAMMER, prétendant que Pepper était morte. Osborn installa l’armure de Rescousse avec les autres armures d’Iron-Man qu’il avait réunies mais JARVIS s’activa lui-même et rendit les armures d’Osborn totalement inutilisables avec un virus informatique. Se faisant toujours passer pour Madame Masque, Pepper délivre Black Widow (Natacha Romanoff) et Maria Hill, toutes deux prisonnières d’Osborn, puis récupére son armure de Rescousse, avant de mettre la main sur un disque dur contenant les souvenirs de Stark et de s’échapper.
Stark réapparut peu après, son esprit complètement effacé et fut confié aux soins du Dr Donald Blake (Thor), à Broxton, dans l’Oklahoma. Au cours du trajet vers Broxton, Pepper transfère le générateur de sa poitrine pour le réimplanter dans le corps de Stark. Pepper dut également sacrifier son armure, cannibalisée par Rhodes afin d’alimenter le disque dur contenant l’esprit de Stark. Avec Tony Stark pleinement guéri et Osborn destitué et incarcéré peu après, Pepper reprit son travail au service de Stark dans sa nouvelle entreprise, Stark Resilient, où l’industriel espérait révolutionner le monde avec sa technologie à base de répulseurs. Pepper demanda à Stark de l’aider à récupérer son identité de Rescousse et Stark finit par accepter, implantant un nouveau générateur dans sa poitrine et construisant une nouvelle copie de l’armure, totalement opérationnel avec un JARVIS complètement restauré.
Les projets de Stark et Pepper furent rapidement remis en cause par Justine Hammer et sa fille Sasha, secondées par leur agent en armure, Detroit Steel (Doug Johnson III). Celui-ci attaqua à plusieurs reprises Iron Man qui reçut l’aide de Rescousse mais aussi de War Machine (Jim Rhodes). Lors de l’un de ces affrontements, Pepper dut couper les circuits de son armure et de son générateur de poitrail, risquant ainsi sa vie. L’épreuve fut éprouvante et Pepper eut une expérience de mort imminente. En tant que Rescousse, Pepper assista aussi Iron-Man lors de son combat à Paris contre la Gargouille grise. Peu de temps après, JARVIS se met à développer des sentiments amoureux envers Pepper et la kidnappe afin de la tenir éloignée de toute activité héroïque ; JARVIS dut être désactivé par Iron Man (Rhodes). L'armure de Rescousse dut finalement détruite par Pepper elle-même dans les usines de Stark Resilient, mettant un terme provisoire à sa carrière héroïque.
Plus tard, Pepper seconda Bethany Cabe pour réunir les héros de la Dynastie et de la Triumph Division (les héros nationaux des Philippines) afin de venir en aide à Stark, menacé par le Mandarin. Quand Stark partit quelque temps dans l’espace, Pepper rencontra Marc Kumar qui finit par la demander en mariage. Stark découvrit leurs fiançailles à son retour de l’espace et celle-ci lui proposa d’engager Kumar pour gérer une cité futuriste baptisée Troie. Pepper fut aussi la première personne à laquelle Stark confia sa découverte d’avoir été secrètement adopté par Howard et Maria Stark, ainsi que de l’existence de son frère, Arno Stark, le vrai fils biologique de ses parents. La construction de Troie fut compliquée par plusieurs attaques terroristes, causées par les anneaux du Mandarin. A cause de son ressentiment envers Stark, Kumar fut contacté par l’anneau de pouvoir mental du Mandarin et devint Liar, capable de créer des illusions grâce à l’anneau. Après la défaite des anneaux du Mandarin, Kumar fut arrêté par le SHIELD et enfermé dans un hôpital de haute sécurité ; Pepper lui rendit visite, rompant avec lui.
Après un combat des Vengeurs et des X-Men contre un clone de Crâne rouge (Johann Schmidt) doté des pouvoirs du Professeur X (Charles Xavier), la moralité de Stark fut complètement inversée, faisant de lui un égocentrique égoïste et immoral, qui replongea presque aussitôt dans l’alcool. Pepper tenta en vain de le ramener à la raison et déclencha un plan de secours développé depuis des années, activant une copie numérique de l’esprit de Stark. Elle attira le vrai Stark à New York pour permettre à l’IA de Stark de restaurer l’ancien Tony Stark ; après un premier échec à bord du satellite orbital Stark, le combat se poursuivit à Staten Island, où l’IA prit le contrôle des armures d’Iron-Man pour attaquer Stark. Pepper, qui s’était fait reconstruire une armure de Rescousse par l’IA, rejoignit la bataille, utilisant une attaque sonique pour endommager l’armure de Stark ; mais celui-ci simula sa défaite et, conduit à Stark Resilient, utilisa un virus informatique pour détruire l’IA. Reconnaissant son échec, Pepper laissa Stark repartir, promettant de discréditer son ami en utilisant tous les médias de la planète.
Quand le multivers fut restauré par Franklin Richards et l'Homme-molécule (Owen Reece), après sa destruction par le Beyonder, Stark retrouva son équilibre mental, reprenant le cours de sa vie même si Pepper se tint initialement à distance de son ami, amenant l’industriel à engager Mary Jane Watson comme assistante. En réaction, Peter Parker proposa à Pepper de venir travailler pour Parker Industries mais celle-ci déclina la proposition, comprenant qu’il s’agissait avant tout d’une rivalité machiste entre les deux hommes. Au terme de la seconde guerre civile, Stark se retrouva dans le coma, après avoir affronté Captain Marvel (Carol Danvers).
Peu après, Pepper commença à enquêter sur la jeune Riri Williams, protégée de Stark, qui avait repris son rôle comme héros en armure. En Rescousse, elle se rendit à Chicago pour entrer en contact avec Williams, lui proposant ses conseils mais elles furent aussitôt attaquées par le Techno Golem (Tomoe) et son clan de ninjas ; les deux furent rapidement privées de leurs armures et Pepper dut retenir leurs ennemis pendant que Williams développait une riposte, neutralisant l’armure du Techno Golem avec un virus. Pepper put alors récupérer un de ses gants qu’elle tira sur Tomoe, l’étourdissant sur le coup. Pepper et Williams récupérèrent leurs amures, juste au moment où le SHIELD arrivait pour arrêter Tomoe et ses hommes. Avant de repartir, Pepper renouvela son offre d’assistance à la jeune héroïne.
Peu de temps après cela, les États-Unis tombèrent sous le joug de l’organisation terroriste HYDRA et Rescousse rejoignit un groupe de héros surhumains et de civils qui avaient décidé de poursuivre la lutte contre le nouveau régime, formant l’Underground. Finalement, les résistants purent renverser HYDRA et restaurer les États-Unis. Entre-temps, Stark était sorti du coma et reprit son rôle comme Iron Man, fondant également Stark Unlimited avec Bethany Cabe, Jim Rhodes et Jocaste pour le seconder.
Ainsi, les activités actuelles de Pepper demeurent inconnues mais, à une époque, elle intégra le groupe de soutien fondé par Edwin Jarvis, les Yeux au Ciel, permettant aux proches de héros costumés d’échanger leurs expériences pour mieux accepter la vie aux côtés de personnes risquant quotidiennement leur vie.

### Autres versions

#### Amalgam comics
Dans Amalgam Comics, le personnage de DC Comics Green Lantern et Iron Man sont réunis pour créer l’Iron Lantern. Iron Lantern est secrètement Hal Stark, le propriétaire de Stark Aircraft, un inventeur d’avions expérimentaux. Un de ses pilotes de test est Pepper Ferris (un mélange de Pepper Potts et de Carol Ferris, de DC Comics). Comme Pepper Potts et son alter ego de DC, elle fait partie d’un triangle amoureux, avec Stark et son chef mécanicien Happy Kalmaku (mélange de Happy Hogan et Thomas Kalmaku). Quand Pepper entre en contact avec une mystérieuse pierre extra-terrestre, elle est transformée en Madame Sapphire (mélange du personnage de Marvel Madame Masque et de celui de DC Star Sapphire).
Pepper Ferris apparaît dans le numéro 1 de Iron Lantern (avril 1997), coédité par Marvel et DC. Elle est créée par Kurt Busiek (scénario) et Paul Smith (dessin).

#### Heroes Reborn
Dans l’univers alternatif de Heroes Reborn, Pepper et Iron Man sont amants, bien qu’elle continue d’entretenir une relation romantique avec Happy Hogan. Stark est obligé de l’abandonner brutalement et sans explication, car il met sa vie en danger.

#### The Ultimates
Virginia "Pepper" Potts est aussi présente dans Ultimate Marvel, numéro 2. Elle et Happy Hogan suivent sur informatique Tony Stark quand il utilise son armure d’Iron Man. Il semble qu’ils aient une liaison.

## Apparitions dans d'autres médias

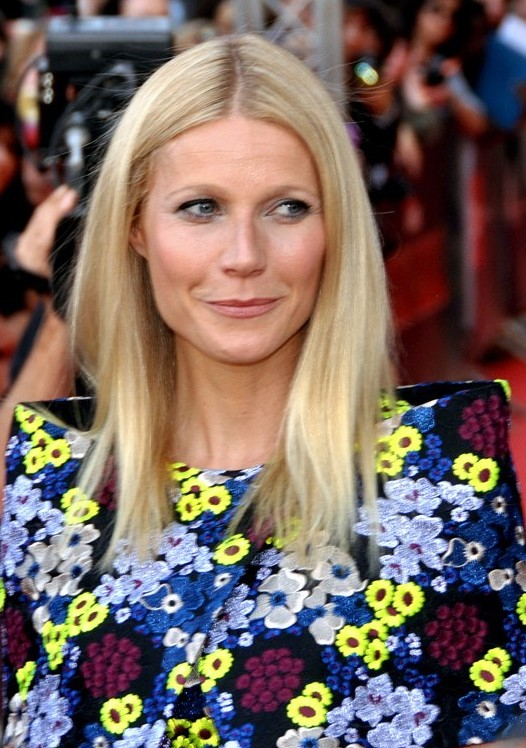
Gwyneth Paltrow incarne Pepper Potts dans l'univers cinématographique Marvel.

Sauf indication contraire, les informations mentionnées dans cette section peuvent être confirmées par la base de données cinématographiques IMDb,  présente dans la section « Liens externes ».

### Films
Animations
- 2007 : The Invincible Iron Man
- 2013 : Iron Man : L'Attaque des Technovores

Interprétée par Gwyneth Paltrow dans l'univers cinématographique Marvel
- 2008 : Iron Man réalisé par Jon Favreau – Pepper Potts est la secrétaire personnelle du milliardaire Tony Stark. Elle est impressionnée par le changement de caractère et la nouvelle attitude morale de son patron à son retour de son emprisonnement en Afghanistan. Son personnage joue un rôle essentiel dans l’intrigue du film, quand Stark affronte Iron Monger. Le film montre la complète dépendance de Stark à son égard, jusqu’à son numéro de Sécurité sociale dont elle est seule à se rappeler. Elle instille une tension sensuelle et amoureuse entre eux, bien qu’il n’y ait pas le commencement d’un passage à l’acte. Dans le film, elle n’a pratiquement aucun rapport direct avec Happy Hogan, à part une brève conversation téléphonique. Dans la novélisation du film, l’auteur Peter David introduit une scène où Happy parle à James Rhodes pendant la disparition de Stark, et il indique une certaine émotion de Pepper. Peter David précise également que son vrai nom est Virginia, et que le surnom de Pepper lui a été donné par Tony après qu’elle eut menacé de gazer un collègue qui la harcelait.
- 2010 : Iron Man 2 réalisé par Jon Favreau – Pepper est nommée présidente de Stark Industries et tente de gérer l'entreprise comme elle peut. Elle engage une secrétaire Natalie Rushman qui est en réalité Natasha Romanoff, Black Widow en mission pour veiller sur Tony Stark. Leur couple est officialisé à la fin du film.
- 2012 : Avengers réalisé par Joss Whedon – Potts apprend que Tony participe finalement au projet Initiative des Avengers. Elle regarde la bataille de New-York depuis son jet.
- 2013 : Iron Man 3 réalisé par Shane Black – Pepper Potts est toujours présidente de Stark Industries et Happy est son chef de la sécurité. Elle reçoit Aldrich Killian dans son bureau pour que Stark Industries et l'AIM collaborent sur le projet Extremis. Elle est kidnappée par Killian qui lui injecte Extremis afin de servir de proie contre Iron Man. Mais Tony inverse la situation, Pepper le sauve et élimine Killian elle-même. Tony trouve ensuite le moyen de la soigner.
- 2017 : Spider-Man: Homecoming réalisé par Jon Watts – après l'annonce de sa rupture avec Tony dans Captain America: Civil War, Pepper fait son grand retour à la fin du film. Devant le refus de Spider-man de rejoindre les Avengers, la conférence de presse organisée par Pepper n'a plus de sujet. Tony décide alors d'officialiser devant les médias qui attendent dans la salle ses fiançailles avec Pepper, les deux s'étant remis ensemble.
- 2018 : Avengers: Infinity War réalisé par Anthony et Joe Russo : Elle se balade à Central Park avec Tony quand le Doctor Strange vient le chercher et les félicite pour le mariage.
- 2019 : Avengers : Endgame réalisé par Anthony et Joe Russo : 22 jours après la décimation de Thanos, Pepper assiste au retour de Tony sur Terre sauvé par Captain Marvel. Cinq ans plus tard, elle et Tony sont parents de Morgane Stark et vivent dans une maison près d'un lac. Quand Tony entrevoit la possibilité d'annuler la Décimation, Pepper le convainc de ne pas renoncer par égoïsme et il imagine un appareil capable de stabiliser le voyage dans le temps à travers le monde quantique qui permet aux Avengers de se rendre à diverses époques passées afin de récupérer les gemmes de l'infini avant que Thanos ne s'en empare. Pepper Potts participe à la bataille finale réunissant les Avengers et leurs alliés face à l'armée de Thanos, sous l'armure que Tony lui a faite pour son anniversaire. Ce dernier meurt après avoir arraché les Pierres de l'infinité du Gant de Thanos et claqué des doigts, réduisant ainsi en poussière l'armée ennemie et le Titan maléfique lui-même. Elle assiste ensuite à l'enterrement de Tony.

### Télévision
- 2009-2012 : Iron Man: Armored Adventures (série d'animation)
- 2010-2012 : Avengers : L'Équipe des super-héros (série d'animation)
- 2014 : Marvel Disk Wars: The Avengers (série d'animation japonaise)